# Daniel Ståhl
Daniel Ståhl (Solna, 1992. augusztus 27. –) olimpiai és világbajnok svéd atléta, fő versenyszáma a diszkoszvetés.

## Pályafutása
Daniel Ståhl gyerekkorában először jégkorongozni kezdett, amit 15 éves korában hagyott abba és kezdett utána atletizálni, súlylökésben és diszkoszvetésben is indult versenyeken. 2011-ben nem egészen 19 évesen elindult a felnőtt svéd bajnokságon, és diszkoszvetésben 55,60 méteres egyéni csúcsot dobott és az ötödik helyen végzett. Ez után lett az edzője az izlandi Vésteinn Hafsteinsson, aki korábban az olimpiai bajnok Gerd Kanter, illetve olimpiai ezüstérmes Joachim Olsen edzője volt. Az ezt követő egy évben Ståhl egyéni csúcsa több mint hét és fél méterrel lett jobb.
2014-ben megynerte a svéd bajnokságot diszkoszvetésben 63,69 méteres dobásával. Tíz nappal később, a züichi Európa-bajnokságon azonban csak 59,01 métert teljesített és a selejtezőben kiesett. Első világbajnokságán, 2015-ben Pekingben ötödik lett. A 2016-os Európa-bajnokságon 64,77 méteres dobással lett ötödik helyezett. Az olimpia előtt részt vett a székesfehérvári Gyulai István Memorial versenyen és egyéni legjobbjával, 66,92 méterrel ezüstérmes lett. A rioi olimpián nem tudta megközelíteni ezt a teljesítményét, 62,26 méteres dobása a selejtezőben nem volt elég a döntőbe jutáshoz. Az olimpia után két héttel azonban a svéd bajnokságon 68,72 méterre javította egyéni csúcsát, és újra svéd bajnok lett diszkoszvetésben.
A 70 méteres határt 2017 júniusában egy Sollentunában rendezett versenyen sikerült átlépnie, 71,29 méteres eredménnyel. Bő egy hónappal később a londoni világbajnokságon a litván Andrius Gudžiustól 2 centiméterrel elmaradva, 69,19 méteres dobással lett ezüstérmes. Egy évvel később a berlini Európa-bajnokságon újra litván ellenfele mögött végzett a második helyen.
2019-ben a dohai Gyémánt Liga-verseny döntőjében 70,56 méteres teljesítménnyel győzött. Ståhl a döntőben egymás után 69,63m, 70,49m, 70,56m, 69,54m, 69,50m, 70,32m kísérletet ért el, ezzel a sportág történetében először fordult elő, hogy egy versenyen egy atléta mind a hat kísérlete legalább 69,50 méteres legyen. 2019 júniusában egy Bottnarydban rendezett versenyen 71,86 méterrel új egyéni csúcsot dobott. A szeptemberben rendezett dohai világbajnokságon 67,59 méteres dobása is elegendő volt első világbajnoki címének megszerzéséhez. A 2021-re halasztott tokiói olimpián is győzni tudott, 68,90 méteres eredménnyel lett aranyérmes.
A 2022-es szezon két fő versenyén a várakozásoktól elmaradva teljesített. A világbajnokságon Eugene-ben csak negyedik, míg a müncheni Európa-bajnokságon ötödik helyen végzett. Előbbit a 23 éves szlovén Kristjan Čeh, utóbbit a 19 éves litván Mykolas Alekna nyerte meg.
2023 januárjában Ståhl edzője, Vésteinn Hafsteinsson bejelentette, hogy felhagy az edzősködéssel. Ståhl új edzője ezután a korábbi svéd bajnok súlylökő Staffan Jönsson lett. A budapesti világbajnokságon az előző évben feltűnt fiatal diszkoszvetők voltak Ståhl legfőbb riválisai. A versenyszám döntőjében Čeh utolsó kísérletével 70 méter fölötti eredménnyel átvette a vezetést, ezután Ståhl utolsó dobóként 71,46 méteres világbajnoki csúcsot dobott, ezzel megszerezte második világbajnoki címét.

## Egyéni legjobbjai
| Versenyszám   | Eredmény | Helyszín | Időpont             |
| ------------- | -------- | -------- | ------------------- |
| Súlylökés     | 19,60 m  | Borås    | 2021. augusztus 29. |
| Diszkoszvetés | 71,86 m  | Mannheim | 2019. június 29.    |